# Scott Warren
Scott Warren (Chicago, Illinois, 3 de noviembre de 1962) es un músico estadounidense, reconocido por haber pertenecido a la agrupación Dio. Antes de unirse a esta banda, Warren fue miembro de agrupaciones como Warrant, Keel y Berlin, entre otras. 

## Carrera
Warren empezó a tocar piano a la edad de seis años. Después se entrenó profesionalmente en la escuela de música Dick Grove. Se unió a la banda Dio para el disco Strange Highways de 1994. Permaneció en la agrupación hasta su ruptura tras el fallecimiento de Ronnie James Dio en 2010, participando en la grabación de los álbumes de estudio Angry Machines (1996), Magica (2000), Killing the Dragon (2002) y Master of the Moon (2004), y en algunos discos en directo. Recientemente, ha tocado en algunos shows conmemorativos con los músicos Craig Goldy, Simon Wright, Bjorn Englen y Tim Owens, entre otros.

## Discografía destacada

### Dio
- Strange Highways (1994)
- Angry Machines (1996)
- Inferno - Last in Live (1998)
- Magica (2000)
- Killing the Dragon (2002)
- Master of the Moon (2004)
- Evil or Divine - Live In New York City (2005)
- Holy Diver Live (2006)